# Guan Daosheng

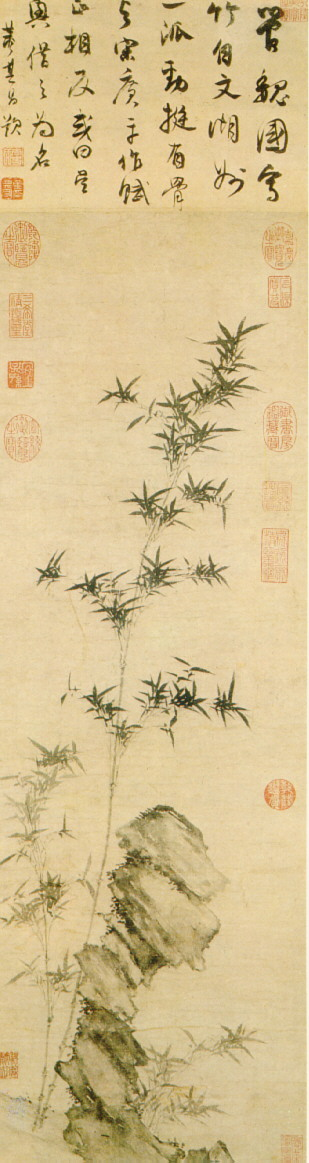
Bambú y piedra (竹石图), Guan Daosheng, tinta en papel, Museo Nacional del Palacio, Taipéi

Guan Daosheng (chino: 管道昇; Huzhou, 1262–1319) pintora, calígrafa y poetisa china de la dinastía Yuan.
Era la esposa del calígrafo Zhao Mengfu, a menudo considerado como el mayor artista del período Yuan temprano. Su hijo era Zhao Yong.
El Emperador Ren fue un gran coleccionista de los pergaminos de los tres. 
Guan parece haber comenzado a pintar alrededor de 1296, y a practicar la caligrafía en 1299. Tenía talento en ambas actividades, utilizando pintura de bambú y de ciruela con trazos delicados y elegantes. Se cree que ella y su marido pintaron juntos.